# Динамо (гандбольный клуб, Астрахань)
«Динамо» — российский мужской гандбольный клуб из Астрахани. Генеральным спонсором клуба является ПАО «Лукойл». Основан в 1963 году. Чемпион страны, многократный серебряный и бронзовый призер страны и Кубка страны.

## История
Названия
- 1978—1985 — «Заря»
- 1985—1997 — «Динамо»
- 1997—2007 — «Лукойл-Динамо»
- 2007—2014 — «Заря Каспия»
- 2014—н. в. — «Динамо»

В 1978 году Владимир Гладченко создал на базе Астраханского НИИ вычислительной техники и устройств гандбольную команду «Заря». Спустя 7 лет впервые в истории астраханского гандбола «Заря», уже выступавшая под знаменем ВФСО «Динамо», вышла в высшую лигу Чемпионата СССР.
За время своего существования клуб неоднократно становился призёром Чемпионата страны: золотые медали были завоёваны в 1990 году, серебряные — в 1989, 1991, 2001, 2002, 2003, 2004, 2005, 2006, 2007, 2008 годах, а бронзовые — в 1992, 1995, 2000 годах. За свою историю команда «Заря Каспия» («Лукойл-Динамо») провела 16 сезонов в Европейских кубковых играх. Лучший результат был показан в 2003 г., когда спортсмены дошли до финала и стали серебряными призёрами. Кроме того, команда неоднократно становилась чемпионом ПГЛ (2002, 2005 г.), обладателем Кубка ПГЛ (2006 г.) и призёром различных международных турниров. В сезоне 2007/08 «Заря Каспия» впервые приняла участие в Лиге Чемпионов ЕГФ.
В команде «Заря Каспия» («Лукойл-Динамо») воспитано 8 заслуженных мастеров спорта, 10 мастеров спорта международного класса, более 70 мастеров спорта. Из её рядов вышли олимпийские чемпионы Вячеслав Атавин (Сеул, 1988 г.), Андрей Тюменцев (Сеул, 1988 г.), Василий Кудинов (Барселона, 1992 г. и Сидней, 2000 г.), Олег Киселёв (Барселона, 1992 г.), Игорь Чумак (Сеул, 1988 г.), Лев Воронин (Сидней, 2000 г.), а также бронзовые призеры 28-х летних Олимпийских игр 2004 года в Афинах Василий Кудинов, Павел Башкин, Александр Горбатиков.

## Достижения

### Чемпионат СССР
- Победитель Чемпионата СССР — 1990.
- Серебряный призер Чемпионата СССР — 1989, 1991.
- Бронзовый призер Чемпионата СССР/СНГ — 1992.

### Чемпионат России
- Серебряный призер Чемпионата России — 1999, 2001, 2002, 2003, 2004, 2005, 2006, 2007, 2008.
- Бронзовый призер Чемпионата России — 1995, 2000.

### Еврокубки
- Финалист Кубка ЕГФ — 2003
- Полуфиналист Кубка европейских чемпионов — 1991